# 11-й уланський полк (Австро-Угорщина)
11-й уланський полк — полк цісарсько-королівської кавалерії Австро-Угорщини.
Повна назва: K.u.k. Böhmisches Ulanen Regiment Alexander II. Kaiser von Rußland Nr. 11
Почесний шеф — російський імператор Олександр ІІ.

## Історія полку
Дата заснування — 1814 рік. Перша назва — 7-ий полк шеволежерів (Chevauxlegers-Regiment Nr. 7). Створено у Кремоні.
- 1851 — 11-ий полк уланів
- 1915 — скасоване ім'я шефа полку у назві полку

## Особовий склад полку
Національний склад (1914 рік) — 65 % чехи та 35 % німці.
Мова полку (1914) — чеська і німецька.
Набір рекрутів (1914 рік) — у місті Літомержіце.

## Дислокація полку
| I. | II. |
| --- | --- |
| - 1814 Кремона - 1815 Ґюнс, тимчасовоОденбург - 1816 Моор - 1821 Відень - 1822 Унґаріш Брод - 1830 Радкерсбург - 1831 Відень - 1832 Моор - 1836 Кечкемет - 1846-48 Моор - 1849 Мілкольц - 1852 Дьєндьєш, потім Містельбах - 1853 Ґрос-Енцерсдорф, потім Відень | - 1854 Краків, потім Ланцут - 1855-59 Санкт-Ґеорґен - 1859 Цнайм, після походу -Тольна - 1864 Дьєндьєш, - 1865-66 Ньїредьгаза - 1866 Оденбург - 1871 Жовква - 1884 Штоккерау - 1888 Краків - 1893 Ярослав - 1894 Перемишль - 1914 Пардубице |

- 1914 рік — гарнізон міста Пардубіце
- 1914 рік — ІХ корпус, 9 Бригада кавалерії[4].

## Командири полку
- 1859: Вікторін Віндіш-Гратц[5]
- 1865: Едуард Вікенбург[6]
- 1879: Альберт Шварц[7]
- 1914: Фрідріх Прохаска[8]